# Ји ђинг линије
Линија чини саставни део триграма (три линије = један триграм), а два триграма чине један хексаграм, Књиге промена - Ји Ђинг, тако да је сваки од шездесет четири хексаграма (Симбола на којима се заснива предсказање) састављен је од два триграма, односно од шест линија.
Постоје две врсте Ји Ђинг линија: „Чврста“ или цела и „Прекинута“ или пропустљива.
Свака од шест линија је или прекинута, па је тада пропустљива, или цела, односно чврста.
- Прекинуте или пропустљиве линије су Јин линије, и оне симболизују Земаљско, Пасивно, Негативно, Женско и Тамно.

- Целе или чврсте линије су Јанг линије, и оне симболизују Небеско, Активно, Позитивно, Мушко и Светло.

- || старији Јанг
- |¦ млади Јанг
- ¦¦ старији Јин
- ¦| млади Јин

Ни једне ни друге линије нису саме по себи горе или боље, јер оба принципа, Јин и Јанг имају једнаке улоге у „постојању“. 
Под извесним околностима линије могу постати покретне, тј, крећу се у смеру својих супротности, а у које на крају и прелазе.
Покретна ЈИН ЛИНИЈА се означава знаком
- ---X---

Покретна ЈАНГ ЛИНИЈА се означава знаком
- ---О---

Хексаграми се прво тумаче као да су састављени искључиво од постојаних линија, а када се нека линија креће и почиње да се претвара у своју супротност, тада настаје нови хексаграм.